# Білогородська волость (Київський повіт)

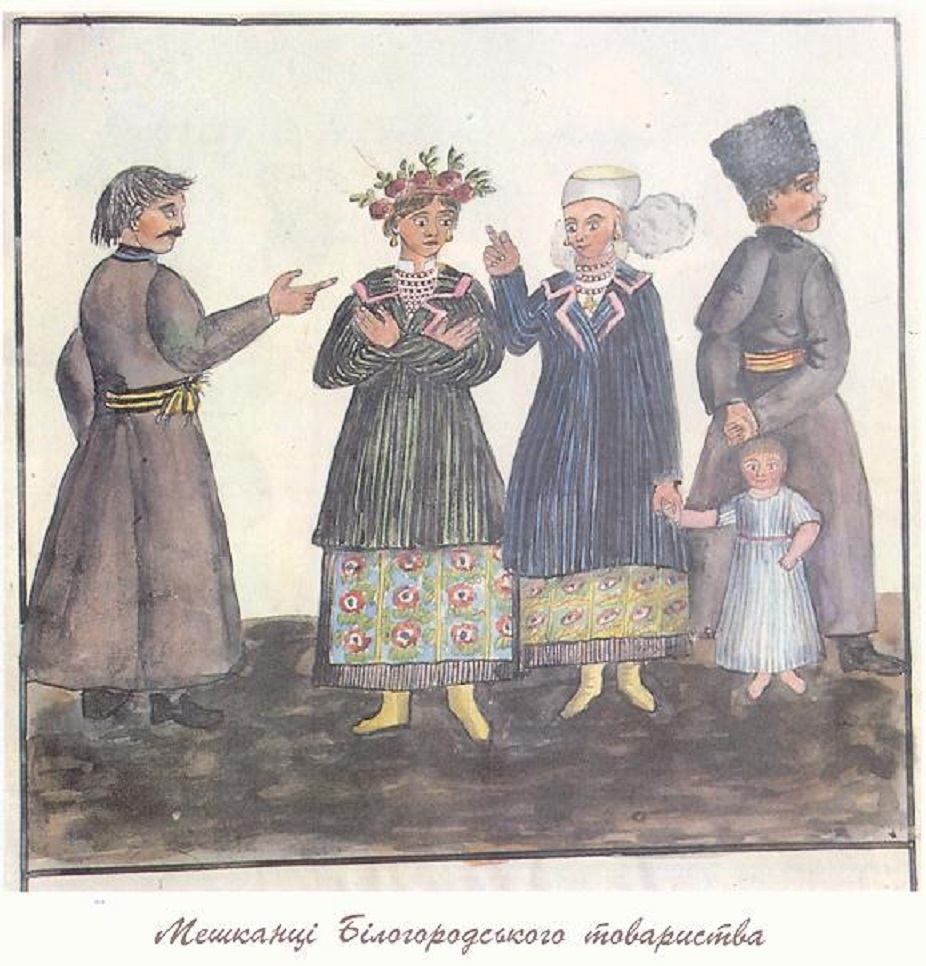
Мешканці Білогородського товариства.
Мал. П'єра Де ля Фліза (1848)

Білогородська волость — адміністративно-територіальна одиниця Київського повіту Київської губернії.
Станом на 1900 рік складалася з 57 поселень, серед них 1 містечко, 24 села та 32 хутори. Населення — 26580 осіб (13079 чоловічої статі та 13501 — жіночої).
Близько 1908 року зі складу волості було виділено Микільсько-Борщагівку волость.
|                     | Площа, десятин | У тому числі орної, десятин |
| ------------------- | -------------- | --------------------------- |
| Сільських громад    | 23815          |                             |
| Приватної власності | 10169          |                             |
| Казенної власності  | —              | —                           |
| Іншої власності     | 1345           |                             |
| Загалом             | 35327          | 26672                       |

Основні поселення волості:
- Містечко Білогородка — за 23 версти від повітового міста, 2602 особи, 504 дворів, православна церква, однокласна парафіяльна школа, 2 водяних млини, 2 кузні.
- Братська Борщагівка — за 10 версти від повітового міста, 576 осіб, 98 дворів, православна церква, однокласна міністерська школа, 1 кузня.
- Михайлівська Борщагівка — за 10 версти від повітового міста, 609 осіб, 106 дворів, 2 вітряки.
- Микільська Борщагівка — за 10 версти від повітового міста, 546 осіб, 80 дворів, 1 вітряк, 1 кузня.
- Петропавлівська Борщагівка — за 12 верст від повітового міста, 1675 осіб, 262 двори, православна церква, однокласна парафіяльна школа, 1 водяний млин.
- Софіївська Борщагівка — за 11 верст від повітового міста, 1193 осіб, 222 двори, однокласна парафіяльна школа, 2 вітряки.
- Біличі — за 12 верст від повітового міста, 1083 особи, 137 дворів, православна церква, однокласна парафіяльна школа, 1 вітряк.
- Жиляни — за 8 верст від повітового міста, 1399 осіб, 265 дворів, православна церква, однокласна парафіяльна школа, 2 вітряки.
- містечко Гнатівка — за 24 версти від повітового міста, 4789 осіб, пиво-медоварний завод, аптека, 2 постоялих двори.
- Музичі — за 30 верст від повітового міста, 860 осіб, 169 дворів, православна церква, однокласна парафіяльна школа, водяний млин.
- Совки — за 5 верст від повітового міста, 883 особи, 132 двори, школа грамоти, 3 цегельні, шкіряний завод.
- Шпитьки — село за 2 версти на захід від Петрушок, при безіменному потічку, до Горбовичів поточним. Мешканців обох статей 534. Церква Покровська, дерев'яна, 6-го класу; побудована в 1735 році Олексієм Кобцем[1].